# كتاب الجلوة

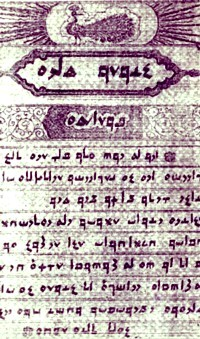

كتاب الجلوة وهو أحد الكتابين المقدسين للديانة اليزيدية مع مصحف رش ،هي نصائح الملك طاووس لأتباع الديانة اليزيدية يبين فيها مدى قوته وأفعاله، وما يقدمه لأبناء طائفته، وينسب هذا الكتاب إلى الشيخ حسن شمس الدين، ويعتقد أنه قد قام بتقديمه إلى أمين سره فخر الدين قبيل موته.
وفيه مجموعة من المباديء تتكلم عن قدم الخالق وبقائه وقدرته ووعيده ووعده، وفكرة تناسخ الأرواح، وفيه أيضا ً إتهام للكتب السماوية بالتحريف، ويقول ان ما وافق منها كلام اليزيدية صحيح، وما خالفه فهو محرف ومبدل. وفيه كذلك بحث حول الحيوانات البرية والبحرية والفضائية، والتي تتحرك وتحيا تحت إمرت الخالق، وكل ما في دفائن الأرض واضح له، يرزق من يشاء، ويوصي الله في هذا الكتاب بأن يجلوه ويحترموه، وبأن يحفظوا شرائعه ويعلموا بها.